# Myelobia decolorata
Myelobia decolorata là một loài bướm đêm trong họ Crambidae.